# Sinntal
Sinntal település Németországban, Hessen tartományban. Lakosainak száma 8931 fő (2023. december 31.). Sinntal Schlüchtern és Obersinn községekkel határos.

## Népesség
A település népességének változása:
| Lakosok száma | 8961 | 8946 | 8878 | 8780 | 8840 | 8931 |
|               | 2015 | 2017 | 2019 | 2021 | 2022 | 2023 |